# Йордан Ефтимов
Йордан Ефтимов е български поет, литературовед, литературен критик, радио- и телевизионен водещ на предавания за книги и литература.

## Биография
Роден е на 23 януари 1971 година в Разград в семейството на баща лекар хирург и майка кръвен биолог.
Завършва НГДЕК „Св. Константин-Кирил Философ“ през 1990 г. и Българска филология в Софийския университет „Св. Климент Охридски“ през 1995 г. Доктор по история на българската литература с дисертация на тема „Проблеми на символизма в творчеството на Иван Андрейчин, Иван Грозев, Димо Кьорчев и Димчо Дебелянов“ (доктор на НБУ – 2008, доктор – 2012).

### Академична кариера
Асистент (1999 – 2008), главен асистент (2008 – 2015) и доцент (от 2015) по теория на литературата в Нов български университет.
Хоноруван преподавател по Антична литература в СУ „Св. Климент Охридски“ (1998 – 2003).
Ръководител на Теоретичния семинар на департамент Нова българистика при НБУ (2001 – 2006). Под негово ръководство семинарът е преименуван с двусмисления и самоироничен израз „Литературата в края на краищата“, в рамките на който се провеждат и първите академични дискусии за българската рап култура, както и на SMS поезията, японската порно анимация, сексуалното кодиране в рекламата на спиртни напитки и речевите стратегии на участниците в телевизионните реалити формати.
Член на редакционната колегия на списание „Език и литература“ (от 2006).
Гост-редактор на есенната книжка за 2010 г. на електронното списание на Факултета по славянски филологии при Софийския университет Littera et lingua.
Създател на семинара „Тайните поетически вечери“, в който писатели и поети гостуват на академичната общност на Нов български университет, за да дискутират научни теми. Сред гостите са Ани Илков, Владимир Сабоурин и Владимир Левчев.
Йордан Ефтимов е един от постоянните модератори на Читателския клуб на НБУ заедно с проф. Пламен Дойнов и доц. Морис Фадел. Клубът е създаден през есенния семестър на учебната 2017/2018 г.

### Редактор, журналист, оперативен критик
От 1993 г. с прекъсвания е редактор в „Литературен вестник“. Създател и главен редактор на приложението му за академична култура „Varium est“ (2004 – 2005).
Колумнист на вестник „Сега“ (октомври 2004 – май 2005) – рубриката „Фина механика“.
Наблюдател на сп. „Егоист“ за телевизионните предавания – 2005 г. Наблюдател за книги на в. „Капитал“ (2009 – 2010) и на електронното списание „Sofia Live“ (2010 – 2011)..

### Литературно кафене „Хеликон“
Създател и модератор на най-активната българска сцена за представяне на книги за периода – Литературно кафене „Хеликон“ (2003 – 2011).
Главен редактор на списание „Книжарница“ (2005 – 2008), издание на книжарници „Хеликон“.

### Радио- и телевизионни рубрики
Автор и водещ на предаването „Книжни тигри“ по RFI – София (2001 – 2005, всяка сряда), , . Сред гостите на предаването са унгарският писател Петер Зилахи (25-о предаване, 6 юни 2001), македонският драматург Трайче Кацаров (54-то предаване, 27 февруари 2002), сръбският историк Сърджан Пириватрич (72-ро предаване, 3 юли 2002), гръцкият литератор Георгиос Стасинакис, председател на дружество „Никос Казандзакис“ (150-о предаване, 11 февруари 2004).
След програмна реформа в RFI – София и закриването на авторските предавания в радиото, между които е и „Книжни тигри“, Ефтимов започва своя рубрика в програма „Хоризонт“ на Българско национално радио, озаглавена „Студио „Хеликон“ (февруари 2005 – юли 2008, всеки вторник и събота).
От ноември 2009 до юни 2010 г. – автор и водещ на ежедневната телевизионна рубрика за нови книги „Зона за четене“ по Pro BG. През лятото на 2010 г., след като формално закупува по-голямата от нея телевизия bTV, Pro BG престава да съществува, трансформирайки се в bTV Action. Сред предаванията, които изчезват от програмната схема на новата телевизия, е и „Зона за четене“.
От септември 2015 г. до юни 2016 г. е водещ на авторската рубрика „Битката на книгите“ в рамките на предаването по БНТ „Библиотеката“.

### Обществена работа
Член на Сдружение на български писатели.
Член на журито на националната награда за съвременна българска художествена проза „Хеликон“ от 2006 до 2012 г.
Член на журито на наградата „Вик“ за български роман на годината при първото ѝ издание – 2004 г.
Член на журито на националната награда за поезия на името на Иван Николов за 2008 г. и 2019 г.
Председател на журито на националната Славейкова награда за лирично стихотворение за 2009 г.
Постоянен член на журито на конкурса за есе „Цветан Стоянов“, организиран от НДК, от второто издание до закриването на конкурса (2003 – 2010).
Член на журито за излъчване на български участник в песенния конкурс „Евровизия“ през 2012 г. като представител на Сдружение на български писатели. След обявяването на победителката Софи Маринова Ефтимов заявява, че Евровизия отдавна не е конкурс за песен, а победилото парче е тривиална песен.
Председател на журито на Наградата „Чудомир“ за хумористичен разказ през 2019 г., 2020 г., 2023 г. и 2024 г.

### Авангарден визуален артист
В края на 90-те е член на арт групата Limbourg Brothers (заедно със Свилен Стефанов и Борис Сергинов). Участва във фестивалите Sofia Underground 2 в подземията на НДК (акцията „Postmodern Cock“, заедно със Свилен Стефанов) и Sofia Underground 3 (акцията „Йордан Ефтимов пие вода“), както и във видеоинсталации на кръга около галерия XXL. Премиерата на книгата му „Африка/Числа“ преминава като футболен мач между отборите на художниците от XXL и писателите и критиците от „Литературен вестник“ и завършва с равенство – 3:3.

## Интервюта
В интервю за вестник „Сега“ по времето, когато премиер е Симеон Сакскобургготски, Ефтимов твърди, че гафовете при медийните изяви на премиера не се дължат на лошо владеене на българския език, а на слаба мисъл.
В интервю за „Новинар“ коментира разликата между класация като Голямото четене и „15 години „Хеликон“, в първата от които победител е „Под игото“ на Иван Вазов, а във втората – „Властелинът на пръстените“ на Дж. Р. Р. Толкин. 
В интервю за вестник „Женски тайни“ Ефтимов лансира концепцията за шестте типа български писател според собственото моделиране за успех: 1) писател маг или литературен Дейвид Копърфийлд, който твърди, че не му пука за читателите (Емилия Дворянова), 2) писател лайфстайлник или модняк (авторите на разкази в „MAXIM“, „EGO“ или „Playboy“), 3) писател аристократ или велик злобар (Любомир Милчев), 4) селски консерватор (Бойка Асиова), 5) бестселъров хуморист (Михаил Вешим, Иво Сиромахов) и 6) скандален автор (Христо Стоянов, Мартин Карбовски). Според Ефтимов това са само най-ярките писателски маски днес.
В същото интервю Ефтимов говори и за ГБР – Големия български роман. Според него опити за ГБР в най-новата българска литература са романите на Владимир Зарев, Александър Томов и „Дунав мост“ на Георги Мишев.
В интервю за „Сега“ твърди, че възпяването на престъпника, резултат от трайна схема в българското масово съзнание, е плод и на училищната програма в средното образование, в която „Индже“ на Йордан Йовков заема централно място. На въпроса „Кого можете да посочите като най-актуален от класиците?“ Ефтимов отговаря: „Димитър Димов. Той разказва за това как се изкарват пари, за пътя към забогатяването, за хората, които се издигат от дъното, за това какво правят онези, които се замогват, но продължават да мислят като бедняци. Той е типичен автор на буржоазния роман. И е супер актуален в наши дни. Героите му от „Тютюн“ буквално оживяха в съвремието ни в лицето на много хора, които първо са били слуги на номенклатурата, после станаха фабриканти, обаче си останаха с мисленето на слугите, въпреки че вече са богати хора. Та ето – Димов е психологът.“

## Полемики
През 2004 г. на страниците на вестник „Труд“ се развива полемика с литературоведа Владимир Трендафилов. Ефтимов обвинява колегата си, че разчита за успеха на литературата на нейните качества, докато той според него е зависим от други фактори. В отговор Трендафилов обяснява, че не се занимава с оперативна критика, а с „проблемни статии за процеси и механизми в съвременната българска литература“, тоест не го интересува процеса на социалната валидизация на литературните произведения, а те самите.
През 2005 г. Ефтимов е сред критиците на широко обсъждания текст на Александър Кьосев „Нерадикален манифест. Към критика на гилдийната идеология“.
Участва в дискусията за Закона за меценатството.
Обвинява археолога Николай Овчаров в анахронизъм и сензационност. Николай Овчаров отговаря с контраобвинение в непрофесионализъм.
Критикува декларациите за подкрепа на млади творци от представители на по-възрастните поколения.

## Литературен образ
- Владимир Сабоурин, „Magic Yordan“. В: Изследвания. Литература / Модерност. Теология. Кино. София: Издателство „Графити“, 2000, с. 124 – 125.[64]
- Стефан Кисьов, „Жизнен опит“. В: Литературен вестник, год. 11, бр. 15, 18 април 2001.
- Стефан Кисьов, „Революция“. В: Диаскоп комикс, 20 юни 2013.

## Награди и отличия
- Национална награда за дебют „Южна пролет“ за стихосбирката Метафизика на метафизиките (1994) [65]
- Наградата „Рашко Сугарев“ за разказ (2000)
- Първа награда в конкурса за есе „Цветан Стоянов“, организиран от НДК (2001)[66][67]
- Награда на първия радиофестивал за културни програми „Осмата муза“ (2003)[68]
- Националната награда „Христо Г. Данов“ на Министерство на културата и община Пловдив в раздел „Представяне на българската книга“ (2006)[69]
- Носител на националната награда „Иван Николов“ (заедно с Оля Стоянова) (2013)[70][71][72].
- Носител на националната награда „Христо Фотев“ (2014)[73], [74], [75]
- Носител на отличието Рицар на книгата на Асоциация „Българска книга“ в категория „Електронни медии – радио и телевизия“ за 2016 г. – за рубриката „Битката на книгите“ в рамките на предаването „Библиотеката“ по БНТ[76][77][78]
- Носител на създадената от проф. Светлозар Игов награда „Дъбът на Пенчо“ за цялостното си творчество[79][80]
- Носител на националната награда „Иван Пейчев“ (2023)[81][82][83][84][85]

### Поезия
- Метафизика на метафизиките. София: Свободно поетическо общество, 1993, 52 с.[86]
- Българска христоматия. (в съавторство с Георги Господинов, Бойко Пенчев и Пламен Дойнов). София: Свободно поетическо общество, 1995
- Единадесет индиански приказки. София: Изд. ателие „Аб“, 1997, 36 с.[87] и [88]
- Африка/Числа. Пловдив: изд. Жанет-45, 1998, 56 + 40 с. (ISBN 954-491-023-9)
- Българска антология. (в съавторство с Георги Господинов, Бойко Пенчев и Пламен Дойнов). София: Свободно поетическо общество, 1998. (ISBN 954-8642-80-8)
- Опера нигра. София: Анубис, 2001. (ISBN 954-426-307-1)[89][90][91][92]
- Жена ми винаги казва. Пловдив: изд. Жанет-45, 2005, 96 с. (ISBN 954-491-250-9)[93]
- Сърцето не е създател. София: Смол стейшънс прес, 2013, 60 с. (ISBN 978-954-384-014-4)[94][95][96][97][98]
- Доказани теории, окончателни експерименти. София: Смол стейшънс прес, 2018.[99][100][101]
Jordan Eftimov, bizonyított elméletek, befejezett kísérletek, Fordította Csíkhelyi Lenke, Cédrus Művészeti Alapítvány, 2023, 100 old. ISBN 978-615-6180-67-4[102]
- Преди да измият кръвта. София: Лист, 2022.[103][104][105][106][107]

### Литературознание, литературна критика и есеистика
- Опроверганата добродетел. Опити върху Цветан Марангозов. Изд. ателие „Аб“, С., 2008, 134 с. (ISBN 978-954-737-723-3)[108], [109]
- Двойното дъно на класиката: От Ботев и Вазов до Йовков и Далчев. Изд. „Хермес“, Пловдив, 2010, 183 с. (ISBN 978-954-26-0886-8)[110]
- Тук лежи заекът. ИК „Сиела“, С., 2010, 204 с. (ISBN 978-954-28-0844-2)[111][112]
- Божествената математика: Тревожната хетероклитност на българския символизъм. София: Просвета, 2012, 336 с. (ISBN 978-954-01-2699-9)[113][114][115]
- Поетика на съгласието и несъгласието: Българската литература от 50-те до 90-те години на XX век и идеологията. София: Нов български университет, 2013, 318 с. (ISBN 978-954-535-726-8) [116]
- Литература около нулата. Сбъднати и несбъднати проективни анализи и ангажирани прогнози. София: Просвета, 2019, 288 с. (ISBN 978-954-01-3980-7) [117][118][119][120][121][122][123][124]
- Стратегии без тактики: Карантинописи и други микроесета от Linkedin и от склада на ума. София: Смол стейшънс прес, 2021, 170 с. (ISBN 9789543841226) [125][126]

### Учебни помагала
- Антична литература. Литературни анализи 9. клас. ИК „Кръгозор“, София, 2001, 120 с. (ISBN 954-771-030-3)
- Модернизъм. Литературни анализи 10. клас. ИК „Кръгозор“, София, 2003, 230 с. (ISBN 954-771-058-3)[127][128]

### Съставителство и редакция
- редактор на Тери Игълтън. Увод в литературната теория, С., Агата-А, 2003. (ISBN 978-954-540-029-2)
- съставител и редактор заедно с Биляна Курташева и Боян Манчев на сборника в чест на 60-годишнината на Михаил Неделчев Литературни култури и социални митове, т. 1 и 2, изд. НБУ, поредица „Нова българистика“, С., 2003 и 2005. (ISBN 954-535-319-8)
- съставител и редактор заедно с Биляна Курташева на сборника Да четем Далчев, изд. НБУ, С., 2006, 294 с. (ISBN 954-535-431-3)
- съсъставител и редактор заедно с Пламен Дойнов на антологията Имена на любовта: От Ана до Яна, С., Ню Медиа груп, 2008. ISBN 978-954-340-086-7
- редактор на Доналд Тръмп. Тръмп 101: Моят път към върха. София: Изток-Запад, 2008, 230 с. (ISBN 978-954-321-428-0)
- редактор на Михаела Петрова. Секс, любов и други глаголи. София: Изток-Запад, 2008, 270 с. (ISBN 978-954-321-417-4)
- редактор на Дон Делило. Бял шум. София: Алтера, 2009, 408 с. (ISBN 978-954-9757-23-1)
- редактор на Иво Сиромахов. Още дневници и нощници. София: Сиела, 2009, 152 с. (ISBN 978-954-28-0284-6)
- съсъставител и редактор заедно с Пламен Дойнов на сборника 1910. Представителната година. Поредица „Годините на литературата“ – книга 5. Изд. Сиела, С., 2011. (ISBN 978-954-28-0919-7)
- съставител на алманаха От „Ниво за напреднали“ до „Деград“, по повод десетгодишнината на наградата „Хеликон“. С., „Хеликон“, 2011. (ISBN 978-954-2984-01-6)
- съставител и редактор на сборника Славейковото общество. Изследвания и материали. НБУ и Кралица Маб, С., 2014.[129]